# البطولات الأسترالاسية 1909 (كرة مضرب)
هنا قائمة بالبطولات الأسترالاسية لكرة المضرب, المعروفة الآن باسم أستراليا المفتوحة لسنة 1909. كانت هذه هي النسخة الخامسة من البطولات الأسترالية (المعروفة الآن باسم بطولة أستراليا المفتوحة)، والأولى التي أقيمت في بيرث وثالث بطولة جراند سلام لهذا العام. فاز أنتوني ويلدينج بلقب الفردي، وهو الثاني له بعد عام 1906.

## فردي الرجال
آنتوني ويلدنغ هزم  إنري باركر 6-1 7-5 6-2